# کوه فرنو
کوه فرنو (به انگلیسی: Mount Fernow) یک کوه در ایالات متحده آمریکا است که در شهرستان کینگ، واشینگتن واقع شده‌است. کوه فرنو ۱٬۸۸۶٫۷۳ متر بالاتر از سطح دریا واقع شده‌است.